# New Funky Nation
New Funky Nation è il primo album in studio del gruppo hip hop statunitense di origine samoana Boo-Yaa T.R.I.B.E., pubblicato nel 1990.

## Tracce
1. Six Bad Brothas – 5:00
2. Rated R – 5:12
3. Don't Mess – 5:12
4. New Funky Nation – 5:57
5. Once upon a Drive-By – 5:50
6. T.R.I.B.E. – 3:50
7. Walk the Line – 6:04
8. R.A.I.D. – 4:27
9. Psyko Funk – 4:19
10. Riot Pump – 5:13
11. Pickin' up Metal – 5:16